# 드래그 (영화)
《드래그》(영어: Dragged Across Concrete)는 미국에서 제작된 S. 크레이그 잘러 감독의 2018년 네오누아르 범죄 스릴러 영화이다. 멜 깁슨, 빈스 본, 토리 키틀스, 마이클 자이 화이트, 제니퍼 카펜터, 로리 홀든, 프레드 멜러메드, 우도 키어, 토마스 크레치만, 돈 존슨 등이 출연하였다.

## 줄거리
가상의 불워크 마을. 형사 브렛과 앤서니는 경찰 가혹 행위 문제로 무보수 정직 처분을 당한다. 각자의 이유로 급전이 절실한 이들은 함께 전문 도둑 로렌츠의 돈을 노리기로 한다.
한편 은행 강도를 계획한 로렌츠는 얼마 전 가석방된 헨리와 그의 절친 비스킷을 도주시 운전을 담당할 역할로 고용한다.
로렌츠 무리는 은행을 털면서 육아 휴직에서 막 돌아온 직원 켈리의 머리에 난사를 하고, 지점장은 거세한다. 그 잔인성에 놀란 헨리는 브렛과 앤서니가 자신들을 미행하는 걸 눈치채고도 이를 로렌츠에게 말하지 않는데...

## 출연
- 멜 깁슨 - 브렛 리지먼 형사 역
- 빈스 본 - 앤서니 루러세티 형사 역
- 토리 키틀스 - 헨리 존스 역
- 마이클 자이 화이트 - "비스킷" 역
- 제니퍼 카펜터 - 켈리 서머 역
- 로리 홀든 - 멜러니 리지먼 역
- 프레드 멜러메드 - 에드밍턴 씨 역
- 우도 키어 - 프리드릭 역
- 타티아나 존스 - 데니즈, 앤서니 여자친구 역
- 버네사 벨 캘러웨이 - 제니퍼 존스 역
- 토마스 크레치만 - 로렌츠 보글먼 역
- 돈 존슨 - 캘버트 서장 역
- 자코모 바에사토 - 스미스 역

## 기타 제작진
- 분장: 리사 러브